# 桐生市立中央中学校
桐生市立中央中学校（きりゅうしりつ ちゅうおうちゅうがっこう）は、群馬県桐生市美原町にある公立中学校。

## 概要
桐生市立西中学校、南中学校、昭和中学校の3校が生徒数の減少に伴い統合され、開校した。普通学級と特別支援学級1クラスを設ける。おおよそ1クラス30 - 40人である。
通学範囲が広いため、学校から半径1.5km以上の地域に住んでいる生徒は、自転車通学が許可されている。
学校目標は「ちゅうおう」を頭文字とした「知性のある学校」「友情のある学校」「運動のある学校」「思いやりのある学校」「潤いのある学校」。

## 沿革
2008年4月 - 西・南・昭和の中学校が統合し、開校。校舎・敷地は昭和中学校のものを使用する。

## 部活動
運動部
- サッカー部
- 野球部(男子のみ)
- 陸上部
- ソフトテニス部
- バスケットボール部
- バレーボール部
- バドミントン部
- 卓球部

文化部
- 吹奏楽部
- 美術部

特設部
- 水泳部
- スキー部
- スケート部
- 柔道部

※剣道部

## 学区
- 本町四丁目314番地から341番地、本町五丁目342番地から370番地、本町六丁目371番地から401番地[1]
- 稲荷町
- 錦町一丁目、二丁目、三丁目
- 織姫町
- 美原町
- 清瀬町
- 新宿一丁目、二丁目、三丁目
- 三吉町一丁目、二丁目
- 小梅町
- 琴平町
- 浜松町一丁目、二丁目
- 末広町
- 宮前町一丁目、二丁目
- 堤町一丁目、二丁目、三丁目
- 巴町一丁目、二丁目
- 本宿町
- 永楽町
- 小曾根町
- 宮本町一丁目、二丁目、三丁目、四丁目
- 宮本町

## 周辺
- 桐生市立昭和小学校
- 群馬県立桐生高等学校
- 両毛線・わたらせ渓谷線：桐生駅
- 桐生市立図書館
- 樹徳中学校
- 桐生市役所
- 美原通り
- 桐生厚生総合病院
- 桐生警察署

## 所在地
- 〒376-0025 群馬県桐生市美原町2番15号

## 交通アクセス
JR桐生駅下車、徒歩18分